# Isigny-sur-Mer
Isigny-sur-Mer ist eine französische Gemeinde  mit 3.549 Einwohnern (Stand: 1. Januar 2022) im Département Calvados in der Region Normandie. Sie gehört zum Arrondissement Bayeux und zum Kanton Trévières. Die Einwohner nennen sich Isignais. Der Ort ist für das Caramel d'Isigny bekannt.
Sie entstand mit Wirkung vom 1. Januar 2017 als Commune nouvelle durch die Fusion der früher selbstständigen Gemeinden Castilly, Neuilly-la-Forêt, Les Oubeaux, Vouilly und Isigny-sur-Mer, wo sich der Verwaltungssitz befindet. Der Name der neuen Gemeinde ist mit dem des nunmehrigen Ortsteiles (Commune déléguée) identisch.

## Gliederung
| Ortsteil                           | ehemaliger INSEE-Code | Fläche (km²) | Einwohnerzahl zum 1. Januar 2022 |
| ---------------------------------- | --------------------- | ------------ | -------------------------------- |
| Castilly                           | 14142                 | 12,20        | .0283                            |
| Isigny-sur-Mer (Verwaltungssitz)00 | 14342                 | 17,44        | 2.482                            |
| Neuilly-la-Forêt                   | 14462                 | 21,20        | .0420                            |
| Les Oubeaux                        | 14481                 | 04,27        | .0219                            |
| Vouilly                            | 14763                 | 06,33        | .0145                            |

## Geographie
Der Ort Isigny-sur-Mer liegt rund 25 Kilometer nördlich von Saint-Lô, im Regionalen Naturpark Marais du Cotentin et du Bessin, an der Grenze zum benachbarten Département Manche, an der Baie des Veys.
An der westlichen Gemeindegrenze verläuft der Fluss Vire, an der nördlichen sein rechter Nebenfluss Aure. Die beiden treffen knapp nordwestlich des Ortes aufeinander und streben danach als kanalisierter Fluss dem Ärmelkanal zu. Isigny-sur-Mer hat im Gegensatz zu seinem Namen keinen unmittelbaren Landanteil am Küstenverlauf. Lediglich die kanalartig ausgebaute Mündung der Vire ermöglicht eine Verbindung mit dem Meer.

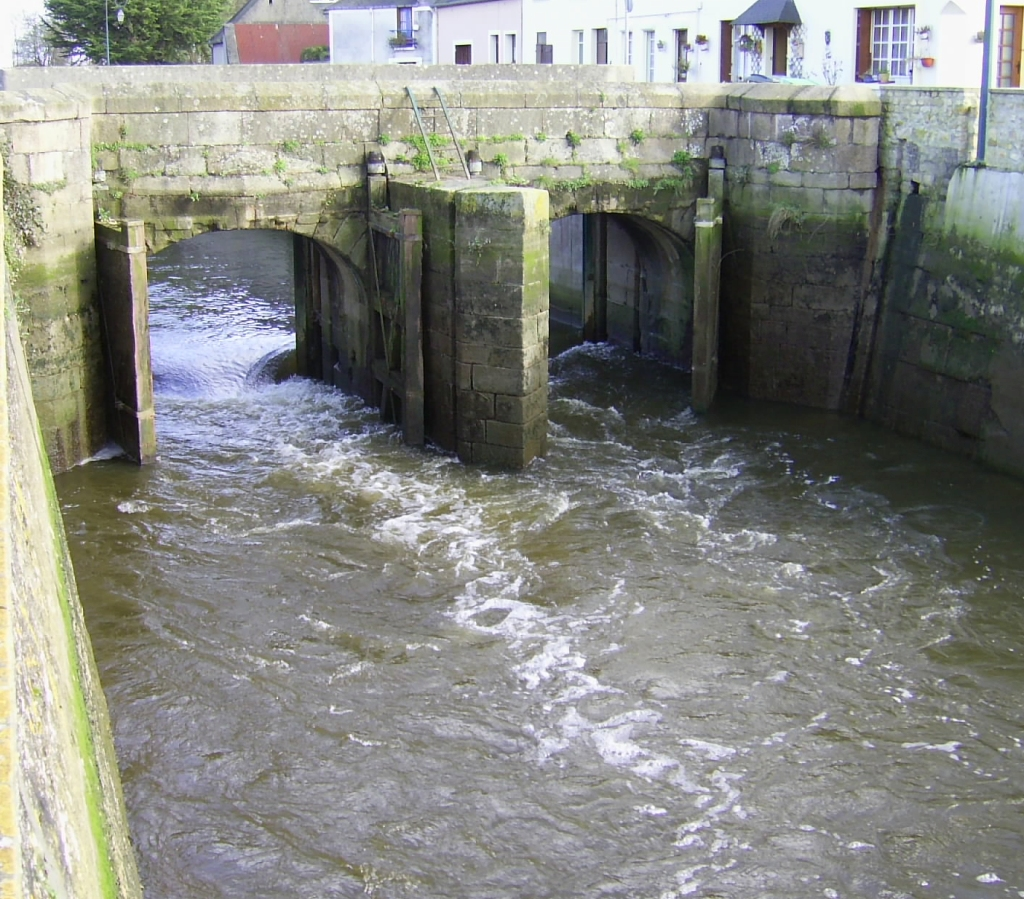
Fluss Aure in Isigny-sur-Mer. Die Portes à flot öffnen bei Ebbe und schließen bei Flut

## Toponymie
Isigny bedeutet Eigentum von Iso, wobei Iso ein romanischer Name ist, und -acus eine sich auf das Eigentum beziehende lateinische Nachsilbe ist.

## Geschichte
Die Geschichte Isignys wurde von der Entwicklung der Milchindustrie am Anfang des 19. Jahrhunderts geprägt. Der Hafen spielte eine große Rolle: Holz aus dem Norden wurde eingeführt, Butter wurde ausgeführt, genauso wie Kohle aus dem Bergbau um Le Molay-Littry. Außerdem war die Fischerei noch bis zum Ende der 1970er Jahre sehr wichtig.
Die Milchproduktion war auch der Ursprung der Karamell-Herstellung in Isigny. Die örtliche Produktion erreichte in den 1930er Jahren Mengen von bis zu 5 Tonnen jährlich und liegt heute bei rund 1,5 Tonnen. Bekannt wurden vor allem Galliot und Dupont-d'Isigny sowie die nach dem Wegzug von Dupont-d'Isigny nach Carentan ab 1994 neu gegründete Firma Caramel d'Isigny.
1924 wurde Isigny aufgrund seiner Nähe zum Meer amtlich in Isigny-sur-Mer umbenannt. Es wurde während des Zweiten Weltkrieges am 8. Juni 1944 zu mehr als 60 % zerstört. Die Gemeinde lag zwischen den amerikanischen Landungsstränden Utah Beach und Omaha Beach. Isigny-sur-Mer wurde am 8. Juli 1944 von der deutschen Besatzung befreit.

## Bevölkerungsentwicklung
| Jahr (Census)             | 1962 | 1968 | 1975 | 1982 | 1990 | 1999 | 2006 | 2008 | 2011 | 2013 | 2016 |
| ------------------------- | ---- | ---- | ---- | ---- | ---- | ---- | ---- | ---- | ---- | ---- | ---- |
| Einwohner                 | 3107 | 3258 | 3175 | 3082 | 3018 | 2920 | 2755 | 2761 | 2798 | 2707 | 3656 |
| Quelle: Cassini und INSEE |      |      |      |      |      |      |      |      |      |      |      |

## Sehenswürdigkeiten
- Kirche Saint-Georges aus dem 13. Jahrhundert
- Das Rathaus befindet sich in einem Schloss aus dem 18. Jahrhundert, im  Stil Louis XVI.
- Kapelle Saint-Roch, erbaut im 16. Jahrhundert

## Wirtschaft
Isigny-sur-Mer ist bekannt für seine Milchprodukte, die durch das AOC-Zeichen Isigny-Sainte-Mère geschützt sind.
Seit dem 20. Jahrhundert werden auch Austern in der Bucht von Les Veys gezüchtet.

## Partnergemeinden
Isigny-sur-Mer ist durch Partnerschaften verbunden mit:
- Kingsbridge, Großbritannien
- Weilerbach, Rheinland-Pfalz, Deutschland

## Persönlichkeiten
- Ein normannischer Ritter d’Isigny, der mit Wilhelm dem Eroberer nach England zog und sich dort ansiedelte.
- Die Ahnen von Walt Disney[3] – mit der Zeit ist aus d’Isigny der Name „Disney“ geworden.
- Louis Énault (1824–1900), Journalist und Schriftsteller.
- Maurice Le Boucher (1882–1964), Komponist, Organist und Musikpädagoge.